# Товариство імені Яна Амоса Коменського
Товариство імені Яна Амоса Коменського — чеське культурно-просвітницьке товариство, яке працювало в Києві в 1907—1918 роках, з 1914 року займалося також політичною діяльністю.
Зареєстровано в березні 1907 року з ініціативи підприємця і громадського діяча Ї. Їндржишека, він же був обраний головою товариства.
Деякі моменти діяльності товариства
- Реорганізація неофіційного спортивного товариства «Південь», створення на його базі офіційно зареєстрованої російсько-чеської спортивної організації «Сокіл» (див. Сокіл (товариство)).
- Створення в Києві парку для відпочинку чеських іммігрантів, що отримав назву «Стромовка» (на честь однойменного парку в Празі).
- Ініціювало створення в жовтні 1907 року школи для дітей чеської громади на Шулявці.
- У 1909 році побудовано нове приміщення для чеської школи.
- Видання підручника російської мови для чехів.
- Організація лекцій, театральних виступів, інших культурних заходів.
- У роки Першої світової війни — організація громадської і політичної діяльності київської чеської громади. У вересні 1914 року створено фонд Чеської Дружини з метою допомоги членам сімей чеського батальйону. На утриманні фонду був також пансіон для добровольців, що прибували з інших міст. Товариство здійснювало просвітницьку й виховну роботу серед полонених чехів, звільняло їх з таборів і влаштовувало робітниками на київських підприємствах. З 7 березня 1915 делегати від товариства брали участь у роботі організаційних з'їздів Союзу Чеських (з травня 1915 р. — Чехословацьких) товариств Росії.
- У 1914—1918 рр. — організація серед «російських чехів» антиавстрійського політичного руху, метою якого було створення незалежної Чехословаччини.